# Ficus lasiosyce
Ficus lasiosyce là một loài thực vật có hoa trong họ Moraceae. Loài này được J.A.González & Poveda mô tả khoa học đầu tiên năm 2003.